# توپ طلای ۱۹۹۹
توپ طلای ۱۹۹۹ (فرانسوی: 1999 Ballon d'Or‎) ۴۴مین رویداد سالیانهٔ توپ طلا بود که از سوی مجلهٔ فرانس فوتبال به بهترین بازیکن فوتبال در سال ۱۹۹۹ اعطا گردید که در این سال، ریوالدو برندهٔ توپ طلا شد.

## رتبه‌بندی
| ردیف | نام               | باشگاه                       | ملیت                  | امتیاز |
| ---- | ----------------- | ---------------------------- | --------------------- | ------ |
| ۱    | ریوالدو           | باشگاه فوتبال بارسلونا       | برزیل                 | ۲۱۹    |
| ۲    | دیوید بکام        | باشگاه فوتبال منچستر یونایتد | انگلستان              | ۱۵۴    |
| ۳    | آندری شوچنکو      | باشگاه فوتبال آ.ث. میلان     | اوکراین               | ۶۴     |
| ۴    | گابریل باتیستوتا  | باشگاه فوتبال فیورنتینا      | آرژانتین              | ۴۸     |
| ۵    | لوئیس فیگو        | باشگاه فوتبال بارسلونا       | پرتغال                | ۳۸     |
| ۶    | روی کین           | باشگاه فوتبال منچستر یونایتد | جمهوری ایرلند         | ۳۶     |
| ۷    | کریستین ویری      | باشگاه فوتبال لاتزیو         | ایتالیا               | ۳۳     |
| ۸    | خوان سباستین ورون | باشگاه فوتبال لاتزیو         | آرژانتین              | ۳۰     |
| ۹    | رائول             | باشگاه فوتبال رئال مادرید    | اسپانیا               | ۲۷     |
| ۱۰   | لوتار ماتئوس      | باشگاه فوتبال بایرن مونیخ    | آلمان                 | ۱۶     |
| ۱۱   | دوایت یورک        | باشگاه فوتبال منچستر یونایتد | ترینیداد و توباگو     | ۱۴     |
| ۱۲   | یاپ استام         | باشگاه فوتبال منچستر یونایتد | هلند                  | ۱۳     |
| ۱۳   | سینیشا میهایلوویچ | باشگاه فوتبال لاتزیو         | جمهوری فدرال یوگسلاوی | ۱۲     |
| ۱۴   | زلاتکو زاهوویچ    | باشگاه فوتبال المپیاکوس      | اسلوونی               | ۹      |
| ۱۵   | پاول ندود         | باشگاه فوتبال لاتزیو         | جمهوری چک             | ۸      |
| ۱۶   | ماریو جاردل       | باشگاه فوتبال پورتو          | برزیل                 | ۷      |
| ۱۷   | پیتر اشمایکل      | باشگاه فوتبال منچستر یونایتد | دانمارک               | ۶      |
| ۱۸   | اشتفان افنبرگ     | باشگاه فوتبال بایرن مونیخ    | آلمان                 | ۵      |
| ۱۹   | زین‌الدین زیدان    | باشگاه فوتبال یوونتوس        | فرانسه                | ۴      |
| ۱۹   | الیور بیرهوف      | باشگاه فوتبال آ.ث. میلان     | آلمان                 | ۴      |
| ۲۱   | ماریو باسلر       | باشگاه فوتبال بایرن مونیخ    | آلمان                 | ۳      |
| ۲۱   | رایان گیگز        | باشگاه فوتبال منچستر یونایتد | ولز                   | ۳      |
| ۲۳   | ارنان کرسپو       | باشگاه فوتبال پارما          | آرژانتین              | ۲      |
| ۲۳   | نوانکو کانو       | باشگاه فوتبال آرسنال         | نیجریه                | ۲      |
| ۲۳   | رونالدو           | باشگاه فوتبال اینتر میلان    | برزیل                 | ۲      |
| ۲۶   | اندرو کول         | باشگاه فوتبال منچستر یونایتد | انگلستان              | ۱      |
| ۲۶   | ادگار داویدس      | باشگاه فوتبال یوونتوس        | هلند                  | ۱      |
| ۲۶   | دیوید ژینولا      | باشگاه فوتبال تاتنهام هاتسپر | فرانسه                | ۱      |
| ۲۶   | کلودیو لوپز       | باشگاه فوتبال والنسیا        | آرژانتین              | ۱      |
| ۲۶   | روبرتو کارلوس     | باشگاه فوتبال رئال مادرید    | برزیل                 | ۱      |
| ۲۶   | مارسلو سالاس      | باشگاه فوتبال لاتزیو         | شیلی                  | ۱      |